# Achalinus rufescens
Achalinus rufescens är en ormart som beskrevs av Boulenger 1888. Achalinus rufescens ingår i släktet Achalinus och familjen snokar. IUCN kategoriserar arten globalt som livskraftig. Inga underarter finns listade i Catalogue of Life.
Arten förekommer i sydöstra Kina (inklusive ön Hainan) och i norra Vietnam. En annan population lever i centrala Kina. Honor lägger ägg.